# Mercyful Fate
Mercyful Fate — данський хеві-метал колектив.

## Історія

### Формування і перші релізи (1981—1985)
Mercyful Fate була сформована в Копенгагені, Данія в 1981 році, після розпаду гурту Brats. Brats були панк/метал-гуртом, який включав майбутніх учасників Mercyful Fate, вокаліста Кінга Даймонда, і гітаристів Хенка Шермана і Майкла Деннера. Після двох студійних альбомів і декількох змін складу (включаючи додавання Даймонда і відхід Деннера), Даймонд і Шерман почали писати новий матеріал, який був важчим, ніж будь-яка попередня робота Brats. Лейбл звукозапису гурту CBS не був задоволений матеріалом і вимагав, щоб вони припинили співати англійською мовою і стали більш комерційними. В результаті Даймонд і Шерман залишають гурт і формують Mercyful Fate. Після кількох змін складу і напівпрофесійних демо-записів, Mercyful Fate випустили однойменний міні-альбом в 1982 році. Цей склад, що складався з Кінга Даймонда, Хенка Шермана, басиста Тімі Хансена, барабанщика Кіма Разза і гітариста Майкла Деннера, продовжив записувати перші два студійні альбоми гурту.
У липні 1983 році Mercyful Fate записали свій дебютний альбом на Easy Sound Recording в Копенгагені. Названий Melissa, альбом спродюсовав Генрік Ланд і він вийшов 30 жовтня 1983 на Roadrunner Records. Гітарист Генк Шерман хотів, щоб гурт рушив до комерційнішого звучання, від якого Кінг Даймонд відмовився і оголосив про свій відхід, який привів до розпаду гурту. За час своєї першої каденції колектив значною мірою вплинув на формування сценічного іміджу та філософії блек-металу.
Як зазначав сам Даймонд до зацікавлення сатанізмом його призвели твори ЛаВея.

### Возз'єднання (1993—1999)
В 1993 році Кінг Даймонд, Генк Шерман, Майкл Деннер і Тімі Гансен возз'єднали Mercyful Fate (барабанщик Кіма Разза замінив Мортен Нільсен). Результатом був альбом In the Shadows, який вийшов 22 червня 1993 через Metal Blade Records. Альбом також включав появу запрошеного музиканта, барабанщика Metallica Ларса Ульріха на треку «Return of the Vampire». Для туру на підтримку альбому, Мортена Нільсена замінив барабанщик Кінга Даймонда Снові Шоу, через травму коліна, яку отримав Нільсен. Басиста Тімі Гансена замінив Шарлі Д'Анджело, оскільки Хансен не хотів брати участь у гастролях. 27 червня 1994 гурт випустив Bell Witch, міні-альбом концертних треків, так само як студійні записи In the Shadows.
25 вересня 1994 році Mercyful Fate випустили альбом Time, який був записаний і змішаний в Dallas Sound Lab протягом травня-серпня 1994 року. Після випуску альбому, барабанщика Снові Шоу замінив Бйарн Т. Холм для Time Tour. Холма спочатку попросили приєднатися до Mercyful Fate в 1981 році, але він відмовився через попередні зобов'язання. Гурт провів січень протягом лютого 1996 року, записуючи і змішуючи альбом Dead Again, який вийшов 20 серпня 1996 року. Після випуску альбому, гітарист Майкл Деннер залишив гурт і його замінив Майк Від. У жовтні 1997 року Mercyful Fate почали записувати альбом Dead Again на Nomad Recording Studio в Керролтоні, Техас. Dead Again вийшов 9 червня 1998. У лютому 1999 року Mercyful Fate почали записувати альбом 9, який вийшов 15 травня 1999 року.

## Стиль і вплив
Mercyful Fate були частиною першої хвилі блек-металу, поряд з іншими гуртами, такими як Venom, Bathory і Hellhammer. Багато з цих гуртів допомогли встановити стиль, на якому майбутні блек-метал виконавці пізніше побудують.

## Учасники

### Поточний склад
- Кінґ Даймонд — вокал, клавішні
- Майк Від (Мікаель Вікстрьом) — гітара
- Хенк Шерманн (Рене Крольмарк) — гітара, бас-гітара
- Бйарн Т. Холм (Боб Ленс) — ударні
- Шарлі Д'Анджело — бас-гітара

### Колишні учасники
- Тімі Хансен — бас-гітара
- Міхаель Деннер — гітара
- Кім Разз — ударні
- Снові Шоу — ударні

### Сесійні музиканти
- Ларс Ульріх — ударні

## Дискографія
Студійні альбоми
- Melissa (1983)
- Don't Break the Oath (1984)
- In the Shadows (1993)
- Time (1994)
- Into the Unknown (1996)
- Dead Again (1998)
- 9 (1999)